# Climat du Morbihan
- > 1 300 mm
- 1 200 à 1 300 mm
- 1 100 à 1 200 mm
- 1 000 à 1 100 mm
- 900 à 1 000 mm

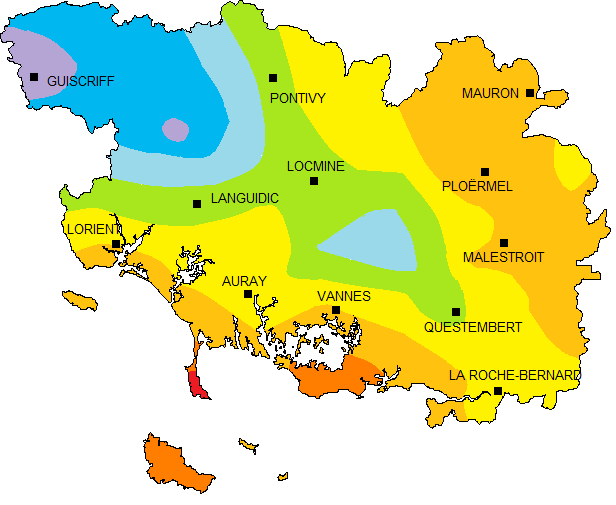
Carte des précipitations annuelles dans le Morbihan (moyenne sur la période 1997-2006)
> 1300 mm
1200 à 1300 mm
1100 à 1200 mm
1000 à 1100 mm
900 à 1000 mm
800 à 900 mm
700 à 800 mm
< 700 mm

Le climat du Morbihan est de type tempéré océanique voire océanique dégradé dans l'intérieur des terres, et sous l'influence du Gulf Stream et des perturbations atlantiques. Il se caractérise par sa douceur aussi bien en hiver qu'en été. En été, la chaleur reste modérée sauf à l'occasion de brefs et rares épisodes de canicule comme ce fut le cas en juillet 2022 (température de 41,1°C le 18 juillet 2022 à Arzal). En hiver, les gelées sont rares, surtout dans les îles et sur la côte. Les précipitations sont abondantes toute l'année, avec un maximum en hiver. Le littoral et la partie orientale du département sont les parties les moins arrosées. Les landes de Lanvaux et surtout le nord-ouest du département, au relief plus prononcé, reçoivent les précipitations les plus abondantes. Dans le secteur de Guiscriff, le cumul annuel dépasse les 1 300 mm, alors qu'à Belle-Île il avoisine les 700 mm. La côte morbihannaise bénéficie d'environ 1 900 heures d'ensoleillement annuel. Il existe des microclimats surprenants tels que ceux de la presqu'île de Quiberon, de la presqu'île de Rhuys ou de Belle-Île.

## Climat de Vannes
| Mois                                | jan. | fév. | mars | avril | mai  | juin | jui. | août | sep. | oct.  | nov. | déc. | année |
| ----------------------------------- | ---- | ---- | ---- | ----- | ---- | ---- | ---- | ---- | ---- | ----- | ---- | ---- | ----- |
| Température minimale moyenne (°C)   | 3    | 2,6  | 4,5  | 6,2   | 9,6  | 12,1 | 14,2 | 13,6 | 11,6 | 9,1   | 5,6  | 3,3  | 8     |
| Température moyenne (°C)            | 6,2  | 6,2  | 8,7  | 10,8  | 14,2 | 17,1 | 19,1 | 18,8 | 16,8 | 13,1  | 9,3  | 6,6  | 12,2  |
| Température maximale moyenne (°C)   | 9,3  | 9,8  | 12,8 | 15,4  | 18,8 | 22   | 24,1 | 23,8 | 21,8 | 17,2  | 12,8 | 9,8  | 16,5  |
| Nombre de jours avec gel            | 8,9  | 9,1  | 4,4  | 1     | 0,1  | 0    | 0    | 0    | 0    | 0,3   | 3,3  | 8,3  | 35,4  |
| Ensoleillement (h)                  | 71   | 97   | 141  | 185   | 183  | 239  | 239  | 220  | 202  | 122   | 95   | 95   | 1 889 |
| Précipitations (mm)                 | 93,2 | 67,8 | 70,9 | 56    | 64,4 | 48,5 | 49,7 | 43,9 | 57,4 | 102,9 | 82,4 | 97,4 | 837,5 |
| Nombre de jours avec précipitations | 12,9 | 9,4  | 11,5 | 9,9   | 9,5  | 7,7  | 7    | 7    | 7,6  | 11,9  | 12,1 | 12,2 | 118,7 |

| Diagramme climatique                                  |            |             |           |             |            |              |              |              |              |             |            |
| J                                                     | F          | M           | A         | M           | J          | J            | A            | S            | O            | N           | D          |
| 9,3393,2                                              | 9,82,667,8 | 12,84,570,9 | 15,46,256 | 18,89,664,4 | 2212,148,5 | 24,114,249,7 | 23,813,643,9 | 21,811,657,4 | 17,29,1102,9 | 12,85,682,4 | 9,83,397,4 |
| Moyennes : • Temp. maxi et mini °C • Précipitation mm |            |             |           |             |            |              |              |              |              |             |            |

Vannes se trouve au sud de la péninsule bretonne, sur le littoral du Golfe du Morbihan, et son climat est donc influencé par l'océan Atlantique. Ce climat océanique est caractérisé par des hivers doux et pluvieux et des étés frais et relativement humides. Le maximum de précipitations se produit durant la saison froide. L'ensoleillement moyen est supérieur à 2 000 heures par an .
Le tableau ci-dessous indique les :
| Mois                                                 | Janv. | Fév. | Mars | Avr. | Mai  | Juin | Juil. | Août | Sept. | Oct. | Nov. | Déc. | Année                   |
| ---------------------------------------------------- | ----- | ---- | ---- | ---- | ---- | ---- | ----- | ---- | ----- | ---- | ---- | ---- | ----------------------- |
| Températures maximales records (°C) depuis 1962      | 16,7  | 18,8 | 23,7 | 27,9 | 30,0 | 38   | 37,7  | 39,1 | 32,1  | 28,5 | 21,2 | 17.3 | -                       |
| Années des températures maximales                    | 2003  | 1998 | 2005 | 1984 | 2010 | 1976 | 2012  | 1990 | 2005  | 1997 | 1978 | 1978 | 1997                    |
| Températures minimales records (°C) depuis 1962      | -11,8 | -11  | -8,7 | -3   | -1,1 | 1,6  | 6,4   | 4,5  | 2     | -2,5 | -5,3 | -8,2 | -                       |
| Années des températures minimales                    | 1963  | 2012 | 2005 | 1986 | 1979 | 1989 | 1982  | 1986 | 1972  | 1997 | 2007 | 1962 | -                       |
| Vitesse du vent maximale en km/h depuis 1982         | 133   | 126  | 137  | 94   | 94   | 86   | 94    | 86   | 104   | 122  | 97   | 119  | -                       |
| Années des records                                   | 1998  | 1990 | 2008 | 2004 | 2000 | 1990 | 2004  | 2004 | 1993  | 1987 | 1987 | 1999 | -                       |
| Précipitations maximales (hauteur en mm) depuis 1961 | 48,7  | 46,9 | 46,4 | 33,2 | 43,2 | 49,2 | 63,4  | 59,3 | 44,0  | 51,6 | 41.2 | 50,7 | 2 000 (max) 1 973 (min) |

## Climat de Lorient
Climat littoral (océanique), il est doux en hiver et relativement tempéré durant l'été. En effet, rares sont les journées de gelée en hiver et les températures atteignent rarement plus de 30 °C pour la saison estivale. La température la plus froide à y avoir été relevée est de −13,1 °C le 20 janvier 1963 et la plus chaude de +37,5 °C le 10 août 2003 lors de la canicule. La pluviométrie annuelle est comprise entre 750 et 850 mm, comme sur une bonne partie de la frange atlantique, de l'embouchure de la Laïta (Guidel) à la limite du Finistère. Les précipitations sont assez abondantes toute l'année, les mois de décembre et de janvier étant les plus arrosés. Du fait de la proximité de l'océan, l'ensoleillement annuel est supérieur à 1 870 heures
| Mois                              | jan.  | fév. | mars | avril | mai  | juin | jui. | août | sep. | oct. | nov. | déc.  | année |
| --------------------------------- | ----- | ---- | ---- | ----- | ---- | ---- | ---- | ---- | ---- | ---- | ---- | ----- | ----- |
| Température minimale moyenne (°C) | 3,2   | 3,3  | 4,1  | 5,8   | 8,4  | 11   | 12,9 | 12,7 | 11,4 | 8,9  | 5,6  | 4,1   | 7,9   |
| Température moyenne (°C)          | 6     | 6,3  | 7,8  | 9,7   | 12,5 | 15,4 | 17,4 | 17,2 | 15,6 | 12,6 | 8,8  | 6,9   | 11,4  |
| Température maximale moyenne (°C) | 8,9   | 9,4  | 11,4 | 13,7  | 16,6 | 19,7 | 22   | 21,7 | 19,9 | 16,4 | 12   | 9,7   | 15,1  |
| Ensoleillement (h)                | 77    | 103  | 148  | 201   | 227  | 249  | 270  | 244  | 191  | 143  | 93   | 73    | 2 020 |
| Précipitations (mm)               | 106,5 | 87,7 | 78,9 | 56,5  | 69,4 | 52,1 | 44,2 | 44,4 | 69,4 | 84,7 | 91,9 | 109,8 | 895   |

| Mois                              | jan. | fév. | mars | avril | mai  | juin | jui. | août | sep. | oct. | nov. | déc. | année |
| --------------------------------- | ---- | ---- | ---- | ----- | ---- | ---- | ---- | ---- | ---- | ---- | ---- | ---- | ----- |
| Température minimale moyenne (°C) | 3,8  | 3,4  | 4,9  | 6,1   | 9,4  | 11,7 | 13,6 | 13,4 | 11,6 | 9,5  | 6,2  | 4,1  | 8,2   |
| Température maximale moyenne (°C) | 9,5  | 9,9  | 12,3 | 14,4  | 17,7 | 20,6 | 22,5 | 22,6 | 20,5 | 16,6 | 12,6 | 10   | 15,8  |

| Mois                                                                 | Jan        | Fév        | Mar        | Avr        | Mai        | Jui        | Jui        | Aou        | Sep        | Oct        | Nov        | Déc        |
| -------------------------------------------------------------------- | ---------- | ---------- | ---------- | ---------- | ---------- | ---------- | ---------- | ---------- | ---------- | ---------- | ---------- | ---------- |
| maximales                                                            | 16,8       | 18,4       | 23,3       | 27,1       | 29,6       | 35,9       | 34,9       | 37,5       | 30,6       | 27,2       | 19,5       | 16,4       |
| date                                                                 | 27/01/2003 | 24/02/2019 | 30/03/1965 | 23/04/1984 | 25/05/1953 | 30/06/1976 | 18/07/2006 | 10/08/2003 | 05/09/1991 | 01/10/1997 | 13/11/1989 | 03/12/1953 |
| minimales                                                            | -13,1      | -11,0      | -7,4       | -4,1       | -1,1       | 1,6        | 3,4        | 4,1        | 1,0        | -1,8       | -5,0       | -8,7       |
| date                                                                 | 20/01/1963 | 03/02/1956 | 03/03/1965 | 12/04/1986 | 03/05/1967 | 11/06/1955 | 08/07/1954 | 14/08/1956 | 11/09/1972 | 18/10/1955 | 20/11/1971 | 25/12/1962 |
| Températures minimales et maximales records (°C) source:Météo France |            |            |            |            |            |            |            |            |            |            |            |            |

## Climat de Pontivy
À Pontivy, la hauteur des précipitations moyennes annuelles est de l'ordre de 900 mm, ce qui place la commune en situation intermédiaire entre les deux grands domaines climatiques de Bretagne intérieure (la Bretagne occidentale caractérisée par un climat océanique avec des précipitations qui peuvent dépasser 900 mm, et la Bretagne orientale avec son climat non littoral où elles avoisinent les 700 mm). Le nombre de jours de gelée par an (48 jours) et les températures témoignent d'une légère continentalité, avec par exemple des minimales de janvier assez basses (1,6 °), tandis que l'ensoleillement est d'environ 1 700 heures/an, comme dans une grande partie de la Bretagne intérieure. La rose des vents de la station météorologique de Pontivy fait apparaître une large prédominance des vents de secteur ouest/sud-ouest, qui sont également les plus forts. Ces vents dominants se heurtent au massif de Stival qui protège le fond de vallée du Blavet. Les vents de secteur nord-nord-est, qui caractérisent les périodes anticycloniques, sont relativement fréquents. La vallée du canal est par contre très exposée aux vents de par son orientation ouest/sud-ouest.